# 赫宁·拉特克
赫宁·拉特克 (德語： 1962年5月9日—) ，生于德国吕贝克，德国法学家。德国汉诺威大学荣誉法学教授。2018年7月起担任德国联邦宪法法院第一审判庭法官。

## 生平
赫宁·拉特克曾在哥廷根大学学习法学，并于1987年和1992年分别通过两次国家考试。1993年获得哥廷根大学法学博士学位。1998年-1999年在萨尔兰大学担任刑法学教授。2000年-2002年担任德国萨尔兰州州高等法院法官，同时任萨尔兰大学法学系代系主任。2002年-2005年在马尔堡大学担任刑法学教授。2005年-2012年在汉诺威大学担任教授，并于2009年-2011年任该系的系主任。此外在策勒市州高等法院第二刑事审判庭担任法官。
2012年3月29日，法官选举委员会将赫宁·拉特克选举为德国联邦最高法院的法官。2018年7月6日，赫宁·拉特克成为联邦宪法法院第一审判庭法官。